# Gigantengrab von Lassia

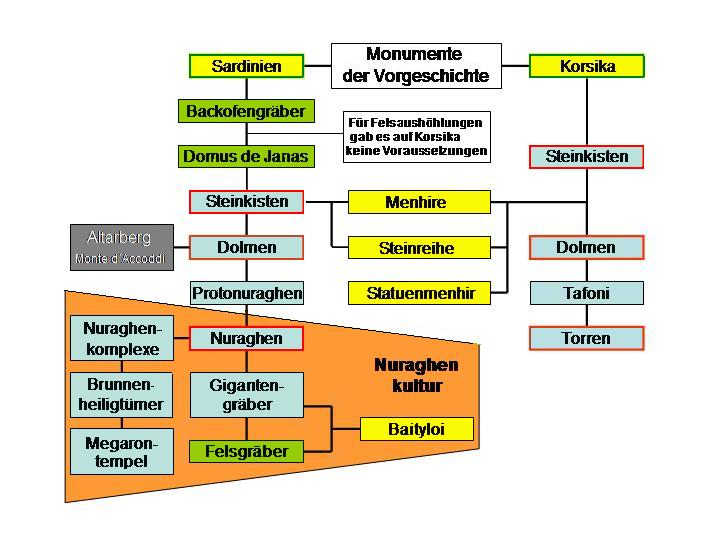
Typenfolge sardischer Megalithen

Das Gigantengrab von Lassia liegt bei Birori in den Ausläufern des Marghine in der Provinz Nuoro auf Sardinien. Die in Sardu „Tumbas de los zigantes“ und auf Italienisch (plur.) „Tombe dei Giganti“ genannten Bauten sind die größten pränuraghischen Kultanlagen Sardiniens und zählen europaweit zu den spätesten Megalithanlagen. Die 321 bekannten Gigantengräber sind Monumente der bronzezeitlichen Bonnanaro-Kultur (2.200–1.500 v. Chr.), die Vorläuferkultur der Nuragher ist.

## Typenfolge
Baulich treten Gigantengräber in zwei Varianten auf. Die Anlagen mit Portalstelen und Exedra gehören zum älteren Typ. Bei späteren Anlagen besteht die Exedra aus einer in der Mitte deutlich erhöhten Quaderfassade aus bearbeiteten und geschichteten Steinblöcken. Das Gigantengrab von Lassia ist eine Anlage des älteren Typs (mit Portalstele).

## Beschreibung
Das Nordwest-Südost orientierte Gigantengrab hat einen rechteckigen Kammerteil von 15,9 m Länge und 4,6 m Breite mit einer inneren Kammer vor der 5,6 m tiefen und 15,0 m breiten Exedra, von der nur der linke Teil erhalten ist. Die Front zeigt Orthostaten von beträchtlicher Größe. An der Rückseite der Kammer befindet sich eine Apsis. Die rechteckige Kammer hat eine Länge von 13,24 m. Der Querschnitt ist trapezoid. Die Breite liegt zwischen 1,05 und 1,25 m. Die ungewöhnliche Höhe liegt zwischen 2,05 und 2,30 m. Die Deckenplatten stehen an den Außenseiten über. Die inneren Wände kragen über. Eine Rarität in den Anlagen sind zwei Paare von seitlichen Nischen (italienisch nicchie), die nahe dem Zugang, etwas über dem Boden angehoben, einander zugewandt sind. Sie haben ebenfalls trapezförmige Querschnitte (Breite 0,75 bis 0,95 m, Höhe 0,75 bis 0,90 m, bei einer Tiefe von 1,1 m) und bestehen aus fünf Platten. Die Nischen, die sich auch bei einer Anlage in der Nähe finden, waren wahrscheinlich für die Aufnahme von Grabbeigaben bestimmt. Es gibt keine Berichte über Funde in der Anlage, die in der Literatur seit den 1960er Jahren beschrieben wird.
Der Dolmen von Sarbogadas und das Gigantengrab Sa Perda ’e S’Altare liegen in der Nähe.